# Friedrich Althoff

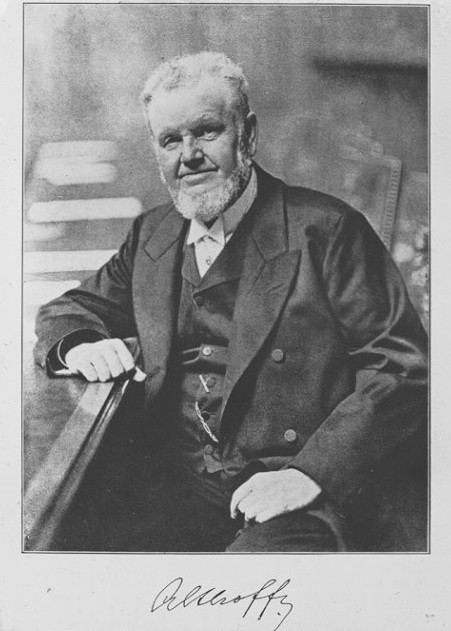
Friedrich Althoff, Fotografie von Fritz Milkau

Friedrich Theodor Althoff (* 19. Februar 1839 in Dinslaken; † 20. Oktober 1908 in Steglitz bei Berlin) war ein deutscher Jurist und preußischer Staatsbeamter. Als Leiter des Referats für Universitäten im preußischen Kultusministerium von 1882 bis 1907, ab 1897 als Ministerialdirektor auch Leiter der Abteilung für die höheren Schulen, schuf er das sogenannte System Althoff, durch das er die preußischen Universitäten am Ende des 19. und Anfang des 20. Jahrhunderts wesentlich beeinflusste. 

## Herkunft
Friedrich Althoffs Mutter, Julie von Buggenhagen (1802–1871), war die Tochter des Staatsministers Julius Ernst von Buggenhagen. Ihre Familie entstammte dem pommerschen Uradel; zu ihren Vorfahren zählte der Reformator Johannes Bugenhagen. Der Vater, der preußische Domänenrat Friedrich Theodor Althoff (1785–1852), stammte aus einer westfälischen Beamten- und Pastorenfamilie bäuerlichen Ursprungs aus Ergste bei Schwerte. Friedrich Althoffs Cousine war die Malerin Clara von Wille.

## Leben und Wirken bis zur Straßburger Zeit

### Studium, Heirat und Berufsstart
Nach dem Abitur in Wesel studierte Althoff von 1856 bis 1861 Rechtswissenschaft in Berlin und Bonn. 1856 schloss er sich dem Corps Saxonia Bonn an, das ihm später die Ehrenmitgliedschaft verlieh. 1867 bestand er das juristische Assessorexamen mit der Note „sehr gut“.
Im Frühjahr 1865 heiratete er die vier Jahre jüngere Marie Ottilie Ingenohl (* 1843; † 16. November 1925) aus Neuwied am Rhein. Sie war eine Cousine des gleichfalls aus Neuwied stammenden kaiserlichen Admirals Friedrich von Ingenohl (1857–1933). Die Ehe verlief harmonisch, blieb jedoch kinderlos.
Als Elsaß-Lothringen 1871 nach dem Deutsch-Französischen Krieg dem neu gegründeten Deutschen Kaiserreich angegliedert worden war, wurde er Justiziar und Referent für Kirchen- und Schulsachen in Straßburg. Er gewann rasch das Vertrauen seiner beiden Vorgesetzten, des liberalen Oberpräsidenten Eduard von Moeller und des Kommissars für die Neugründung einer deutschen Universität Straßburg, des badischen Freiherrn Franz von Roggenbach. Insbesondere von letzterem, der als hervorragender Verwaltungsfachmann galt, lernte Althoff Wesentliches. Althoff war 1872 maßgeblich an der Gründung der Reichs-Universität Straßburg (ab 1877 Kaiser-Wilhelm-Universität) beteiligt und bis 1882 in deren Verwaltung tätig. 1872 wurde ihm dort eine ordentliche Professur  angeboten, obwohl er weder promoviert noch habilitiert oder durch besondere wissenschaftliche Leistungen ausgewiesen war, was schon damals sehr ungewöhnlich war. Das Angebot lehnte er jedoch zunächst ab. Althoffs einzige eigene wissenschaftliche Leistung blieb die detaillierte und kommentierte Zusammenstellung der französischen Gesetze, die in Elsaß-Lothringen bis zum Inkrafttreten des Bürgerlichen Gesetzbuches galten. Dabei stützte er sich auf andere Rechtsgelehrte.

### Anfänge desSystems Althoff
Schon in Straßburg zeigten sich einige Charakteristika des später so genannten „Systems Althoff“. Kennzeichnend war sein unbürokratisches und oft die Ressortgrenzen überschreitendes Vorgehen. Er baute ein weitverzweigtes Netzwerk von Vertrauensleuten an verschiedenen Stellen auf und beeinflusste durch diese Form der „Geheimdiplomatie“ die Entscheidungen. Geschickt wusste er auch fremde oder eigene Artikel unter Pseudonym in wichtige Zeitungen zu lancieren, um die öffentliche Meinung gezielt zu beeinflussen.
Noch Jahre nach seinem Weggang nach Berlin behielt er maßgeblichen Einfluss auf die Berufungspolitik der Universität Straßburg, obwohl diese längst nicht mehr seiner Zuständigkeit unterstand, so dass der zivile Statthalter von Elsaß-Lothringen, Chlodwig zu Hohenlohe-Schillingsfürst, 1887 verärgert an die Graue Eminenz des Auswärtigen Amts Friedrich August von Holstein schrieb:

„Dieser Althoff, der sich in alles mischt, was ihn nichts angeht, dieser Intrigant unter der Maske eines biederen westfälischen Bauern, der feine Fäden zu ziehen weiß, und der die ganze hohe und höchste Beamtenwelt in Berlin in die Tasche steckt, dieser Mensch will natürlich auch hier regieren.“

## Ministerialdirektor und „heimlicher Kultusminister“ in Preußen

Friedrich Althoff, um 1890

Gustav von Goßler förderte 1882 Althoff und sorgte für seine Berufung als Universitätsreferent im preußischen Ministerium der geistlichen, Unterrichts- und Medizinalangelegenheiten. Die Berufung nach Berlin war teilweise auch auf Betreiben des elsaß-lothringischen Reichsstatthalters geschehen, dem Althoff zu einflussreich geworden war. Formell war Althoff damit ein leitender Beamter des Kultusministeriums und Geheimer Oberregierungsrat. Er konzentrierte sich vor allem mit Energie auf die Reform und den Ausbau des preußischen Universitätswesens. 1891 wurde er außerordentlicher Professor in Bonn und 1896 Honorarprofessor an der Universität Berlin. 
1897 wurde er zum Ministerialdirektor der I. Unterrichtsabteilung ernannt und war damit faktisch Leiter des gesamten Unterrichts- und Hochschulwesens in Preußen. Man sprach vom „System Althoff“. Die Göttinger Gesellschaft der Wissenschaften ernannte ihn 1901 zum Ehrenmitglied. Ab 1900 war Althoff auch Ehrenmitglied der Königlich-Preußischen Akademie der Wissenschaften.
1904 erhielt er den Titel Exzellenz und 1907 den Titel eines Wirklichen Geheimen Rats. In dieser Zeit erhielt er auch mehrere Ehrendoktorwürden, u. a. 1906 von der Harvard University.
Obwohl Althoff formell dem Kultusminister unterstellt war und nie selbst ein Ministeramt bekleidete, war Althoff die eigentlich gestaltende Person der preußischen Hochschulpolitik in dieser Zeit. Da Preußen eine dominierende Rolle im Deutschen Reich spielte, beeinflusste die preußische Hochschulpolitik auch die der anderen deutschen Staaten und Österreichs. Althoffs bedeutende Stellung wurde schon von seinen Zeitgenossen erkannt und er wurde seines energischen Handelns und seiner Durchsetzungskraft wegen der „Bismarck des deutschen Universitätswesens“ genannt.
Friedrich Althoff brachte auch wesentlich die große Reform zum Mädchenschulwesens im Jahr 1908 voran. Dafür arbeitete er unter anderem eng mit Helene Lange, Adolf von Harnack und Marie Martin zusammen.
Althoff nahm großen Einfluss auf Publikationsvorhaben, zum Beispiel auf die Universalenzyklopädie Die Kultur der Gegenwart, die eine Art Encyclopédie des Kaiserreichs werden sollte.

### Berufungspolitik und Ausbau des Wissenschaftswesens
In seiner Amtszeit griff Althoff aktiv in die Berufungspolitik der Universitäten ein. Er führte alle Berufungsverhandlungen selbst durch und versuchte, die in seinen Augen besten Forscher und Gelehrten auf die Lehrstühle zu berufen. Bei der Neubesetzung eines Lehrstuhls hatte die jeweilige Fakultät das Vorschlagsrecht. Das Ministerium musste jedoch zustimmen, bevor ein vorgeschlagener Kandidat auf einen Lehrstuhl berufen und damit preußischer Beamter wurde. Althoff scheute sich nicht, die Vorschläge der Fakultät zu ignorieren und einen ihm geeigneter erscheinenden Kandidaten gegen den ausdrücklichen Willen der Fakultät zu berufen und durchzusetzen. 
Er versuchte, sich selbst ein Bild von den Kandidaten zu machen und reiste vielfach incognito zu verschiedenen Hochschulen, um die jeweiligen Kandidaten in ihren Vorlesungen selbst anzuhören. Auch versuchte er, sich im Gespräch einen Eindruck von der Persönlichkeit des Kandidaten zu verschaffen. Oberstes Kriterium war für ihn die wissenschaftliche Leistung und Originalität eines Bewerbers. Den vielfach an den Universitäten herrschenden Klüngel, den Neid und die Missgunst gegenüber besseren Kollegen, Nepotismus sowie Habgier und Eigensinn vieler Amtsinhaber verachtete er zutiefst und versuchte, dies mit seiner Besetzungspolitik auszuschalten. 
Bei seinen Entscheidungen griff er auf ein weitgespanntes Netzwerk von Beziehungen und Freundschaften zu namhaften Gelehrten, Politikern, Publizisten und Industriellen zurück, die für ihn Gutachten schrieben und ihn berieten. Bereits in Straßburg und dann in Berlin hatte Althoff „im Ministerium für geistliche, Unterrichts- und Medizinal-Angelegenheiten ein komplexes Geflecht an Beziehungen innerhalb der preußischen Hochschullandschaft geknüpft, das es ihm erlaubte, nahezu uneingeschränkt über die Lehrstuhlbesetzungen zu entscheiden.“ In den Methoden der Geldbeschaffung für den expandierenden Wissenschaftsbetrieb ging er vielfach unkonventionell vor und spannte private Geldgeber und Industrielle ein, die große Summen über Stiftungen einbrachten.

### Neugründungen

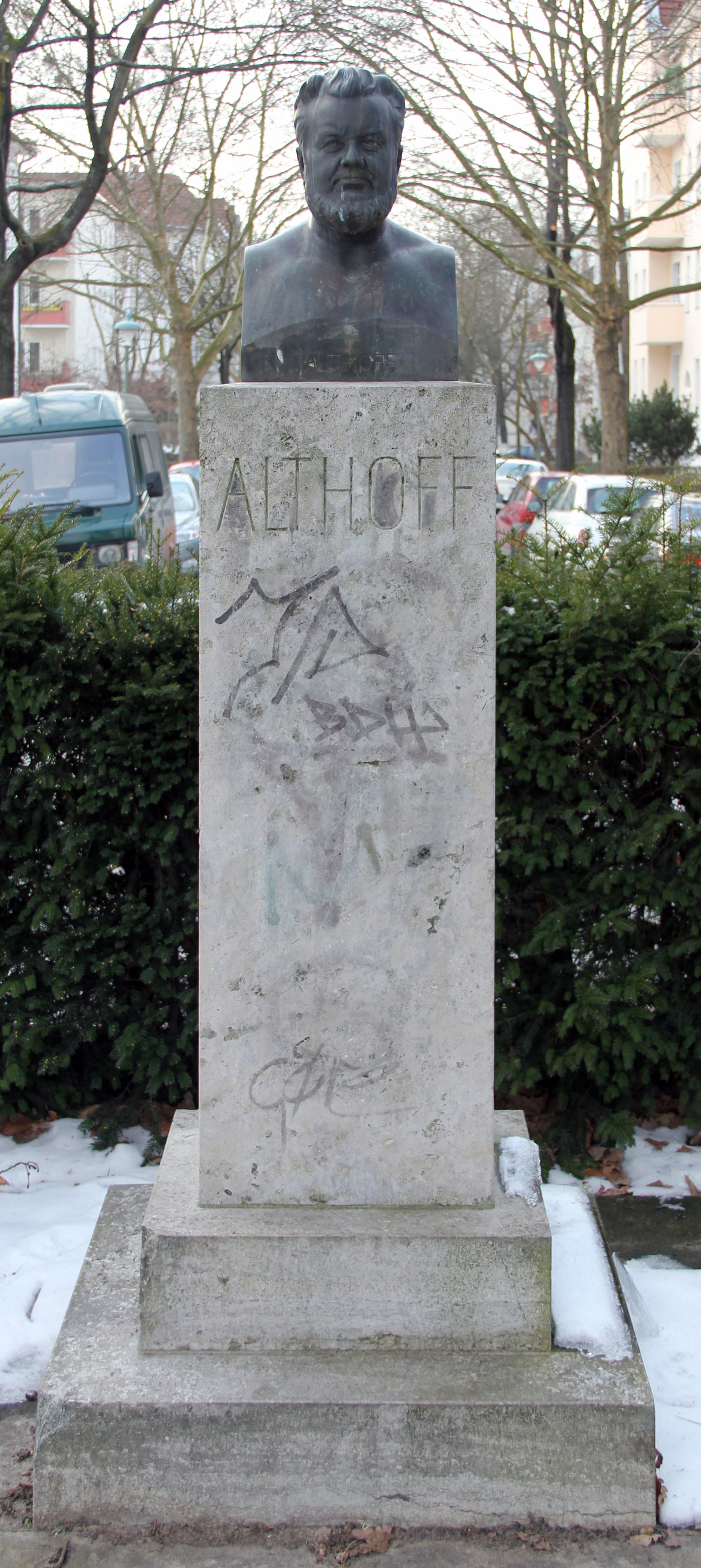
Büste am Althoffplatz, in Berlin-Steglitz

Auf sein Wirken geht ganz wesentlich auch die (erst nach seinem Tode unter seinem Nachfolger Friedrich Schmidt-Ott erfolgte) Gründung der Kaiser-Wilhelm-Gesellschaft zur Förderung der Wissenschaften (der späteren Max-Planck-Gesellschaft) zurück.
Althoff war maßgeblich am Aufbau der Universität Münster (1902, vorher „Katholische Akademie“) und der Königlichen Akademie in Posen (1903) sowie der Technischen Hochschulen Danzig (1904) und Breslau (Gründung 1910) beteiligt.
Althoffs Bemühungen verdankt die Charité in Berlin die Bewilligung der Kosten für ihren Neu- und Umbau an der Wende zum 20. Jahrhundert. Er schuf damit die Voraussetzungen zur erfolgreichen Weiterentwicklung der Berliner Medizinischen Fakultät. Diese Hilfe drückten die Ärzte dadurch aus, dass sie für die Herstellung und Aufstellung einer Büste auf dem Gelände der Charié spendeten. Die in Bronze gegossene Skulptur hatte der Bildhauer Ferdinand Hartzer entworfen. Vor ihrer endgültigen Einweihung wurde sie auf der Großen Berliner Kunstausstellung 1902 gezeigt.
1902 initiierte er die Gründung der Internationalen Vereinigung gegen die Tuberkulose. Um einzelne Wissenschaftler zu fördern, gab er große Geldsummen aus und gründete ganze Institute neu, so z. B. das Institut für Infektionskrankheiten von Robert Koch, das Institut für Serumforschung und Serumtherapie bzw. das Georg-Speyer-Haus in Frankfurt am Main von Paul Ehrlich, das Institut für Hygiene und experimentelle Therapie in Marburg für Emil von Behring.
Ferdinand Sauerbruch wandte sich 1907 in Bezug auf einen Wechsel als Oberarzt von Greifswald nach Marburg an Althoff, der ihn dabei unterstützte und zudem die Leitung der dortigen Poliklinik anbot.
In seiner Amtszeit wurde die Universität Berlin von 38 auf 81 Institute ausgebaut. Er war an den Berufungen einer Vielzahl bedeutender Forscher wie Adolf von Harnack, Emil von Behring, Hermann Gunkel, Max Planck, Walther Nernst, Paul Ehrlich, Ulrich von Wilamowitz-Moellendorff, Ferdinand von Richthofen und Robert Koch beteiligt. Dem Wirken Althoffs ist ganz wesentlich die große Blütezeit und der Weltruf der Wissenschaft an den deutschen Universitäten in der Zeit ab etwa 1890 bis (weit nach Althoffs Tod) in die 1920er Jahre hinein zu danken. Die Universität Göttingen wurde maßgeblich durch das Wirken Althoffs zu einem international führenden Zentrum für Mathematik und Physik.
Voller Dankbarkeit schrieb der spätere Nobelpreisträger Paul Ehrlich 1907 an Althoff:

„Ich persönlich danke Ihnen meine ganze Karriere und die Möglichkeit, meine Ideen nutzbringend auszugestalten. Als Assistent herumgeschubst, in die engsten Verhältnisse eingezwängt – von der Universität gänzlich ignoriert – kam ich mir ziemlich unnütz vor.  Ich habe nie einen Ruf an die kleinste Stelle erhalten und galt als Mensch ohne Fach, d. h. vollkommen unverwertbar. Wenn Sie da nicht mit starker Hand und genialer Initiative für mich eingetreten wären, wenn Sie mir nicht mit rastlosem Eifer und gütiger Freundschaft die Arbeitsmöglichkeiten zurechtgemacht hätten, unter denen ich mich entwickeln konnte, wäre ich vollkommen brachgelegt gewesen.“

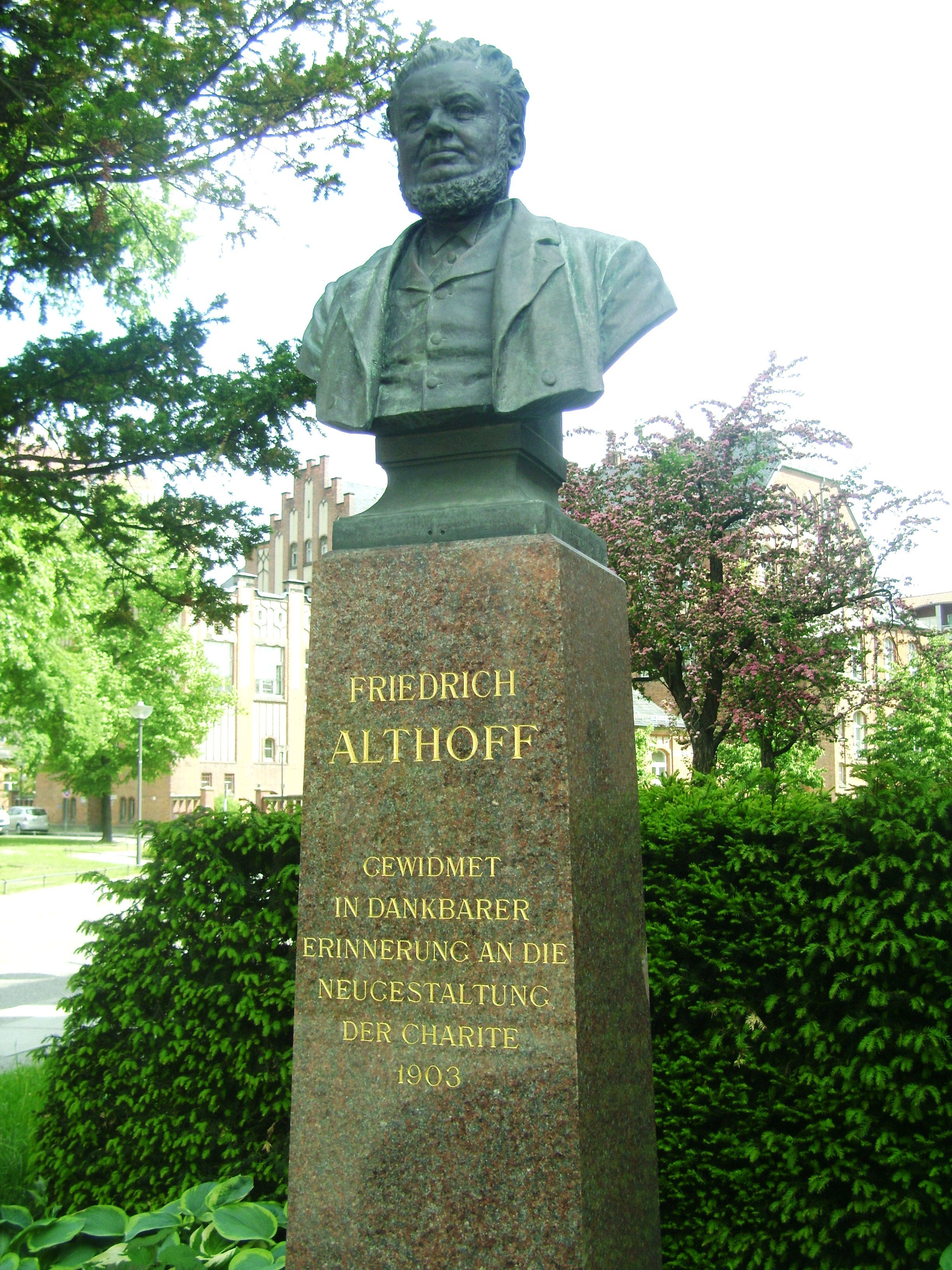
Büste von Friedrich Althoff im Campus Mitte der Berliner Charité

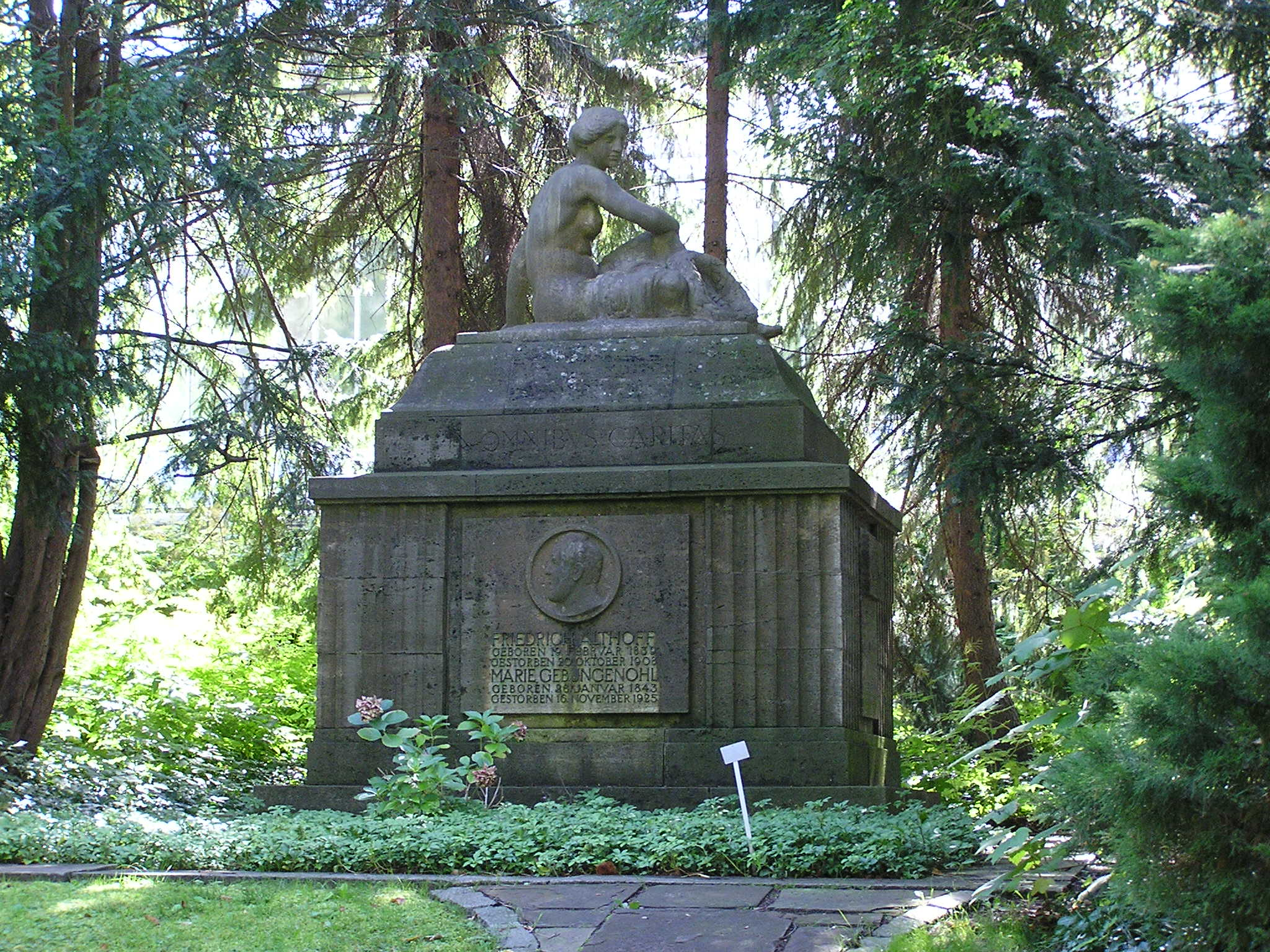
Grabmal Friedrich Althoffs im Botanischen Garten Berlin

Da Althoff außerdem wesentlich an der Reformierung des deutschen Bibliothekswesens beteiligt war, wurde er namensgebend für einen gemeinnützigen Verein wissenschaftlicher Einrichtungen der Länder Berlin und Brandenburg, das Friedrich-Althoff-Konsortium. Dieses Bibliothekskonsortium versorgt Nutzer der beteiligten außeruniversitären Forschungseinrichtungen, Universitäten, staatlichen und privaten Hochschulen mit wissenschaftlicher Information aus elektronischen Veröffentlichungen.
Althoff verstarb am frühen Abend des 20. Oktober 1908 in seinem Haus in Steglitz, vermutlich an einem längeren Herzleiden. Sein Grab befindet sich im Botanischen Garten in Berlin-Dahlem. Es war bis zum Jahr 2009 als Ehrengrab der Stadt Berlin gewidmet.

## Ehrungen
Ein Denkmal auf dem Klinikgelände der Charité – Universitätsmedizin Berlin erinnert seit 1903 an den Wissenschaftspolitiker Althoff. Die Büste auf hohem Sockel wurde 2001 durch einen Abguss ersetzt. Dieser wurde ebenso spendenfinanziert wie das Original. Am Eingang des Charité-Standorts in Berlin-Mitte befindet sich zudem das Friedrich-Althoff-Haus mit einem Althoff-Saal.
Ein weiteres Denkmal schmückt den Althoffplatz in Berlin-Steglitz, der zusammen mit der Althoffstraße seit 1906 seinen Namen trägt. Ein Muschelkalksteinsockel trägt eine 1908 von Fritz Schaper (1841–1919) modellierte und von der Gießerei H. Noack gegossene Porträtbüste Althoffs.
In Potsdam-Babelsberg (damals noch Nowawes) wurden ein Gymnasium, die Althoffschule (heute: Goethe-Gesamtschule), sowie eine Straße nach ihm benannt.
Althoffs Geburtsstadt Dinslaken nahm seinen 175. Geburtstag zum Anlass, im Jahr 2014 sein Leben und seine Verdienste in einem „Althoff-Jahr“ herauszustellen und zu würdigen. Seit 2003 ist er anlässlich seines Einsatzes für das Zustandekommen der deutschen ozeanographischen Valdivia-Expedition (1898–1899) Namensgeber für den Althoff Seamount, einen Tiefseeberg im Südpolarmeer.
Auch die Pflanzengattung Althoffia K.Schum. 1887 aus der Familie der Malvengewächse (Malvaceae) ist nach ihm benannt worden.

## Persönlichkeit
Politisch war Althoff liberal eingestellt und setzte sich wie Reichskanzler Bethmann Hollweg in Elsaß-Lothringen für eine versöhnliche Politik gegenüber den dem neu gegründeten Reich vielfach skeptisch gegenüberstehenden Elsässern und Lothringern ein. Auch lehnte er jede Form des  Antisemitismus oder des Anti-Katholizismus (Kulturkampf) scharf ab („Ich habe in meinem Leben keine Hetze mitgemacht, keine Juden- und keine Katholikenhetze.“). Friedrich Althoff stand ganz auf dem Boden der bestehenden monarchischen Staatsordnung und lehnte beispielsweise die Vergabe von universitären Ämtern an politische Dissidenten ab. So fand 1900 die Lex Arons seine Billigung, ein Gesetz, das eigens dazu diente, dem Berliner Privatdozenten für Physik Leo Arons die venia legendi zu entziehen, da er Mitglied der sozialdemokratischen Partei war und damit nicht tragbar für ein Lehramt an einer preußischen Universität schien.
Zu den persönlichen Eigenschaften von Althoff zählten Aufrichtigkeit, persönliche Uneigennützigkeit, politische Klugheit, unermüdlicher Fleiß und Bescheidenheit. Berüchtigt waren jedoch seine notorische Unpünktlichkeit und sein großzügiger Umgang mit der Zeit auch anderer Personen. Vielfach kam es vor, dass Personen, die bei Althoff einen Termin hatten, stundenlang in kleinen Vorzimmern warten mussten, bis sie schließlich zum „Herrn Ministerialdirektor“ vorgelassen wurden. Die betroffenen Akademiker sahen sich dadurch in die Rolle von Bittstellern gedrängt und empfanden diese Behandlung als herabsetzend. 
Wenn es um die Durchsetzung von Vorhaben ging, konnte Althoff von rücksichtsloser Energie sein. Auf der anderen Seite schätzte und respektierte er aber direktes Auftreten seines Gegenübers und verachtete den an deutschen Universitäten vielfach herrschenden Untertanengeist. Sein urwüchsiger Humor und seine Zivilcourage führten dazu, dass er die Gunst von Kaiser Wilhelm II. gewann und bei ihm das direkte Vortragsrecht erhielt, was sehr ungewöhnlich für einen Beamten seiner Position, aber andererseits charakteristisch für das Persönliche Regiment des Kaisers war.

## Kritik am System Althoff
Schon zu Lebzeiten und stärker noch nach seinem Tod wurde die Aktionsweise von Althoff nicht nur positiv bewertet. Kritisiert wurde vor allem das „persönliche Regiment“, mit dem die universitäre Selbstverwaltung zum Teil ausgeschaltet wurde. Insbesondere der zunehmende staatliche Einfluss auf die Gestaltung des Wissenschaftswesens wurde von Zeitgenossen skeptisch betrachtet. Selbst von seinen Kritikern wurden jedoch die persönliche Uneigennützigkeit Althoffs und seine Verdienste um den großen Ausbau des preußisch-deutschen Wissenschaftswesens anerkannt. In Althoffs Amtszeit hatten sich die Studentenzahlen und der Etat der Universitäten verdoppelt, der Lehrkörper der Universitäten um das 1,5-fache vermehrt, die Wissenschaftsausgaben waren um das Dreieinhalbfache und der Kultusetat um das Vierfache gestiegen.

### Zitate
Stellvertretend für viele seien hier einige Zitate wiedergegeben (wiedergegeben nach vom Brocke, s. u.).
- Max Weber auf dem IV. Deutschen Hochschullehrertag zu Dresden am 12. Oktober 1911:

Es ist sehr schwierig über diesen Mann zu sprechen. Er war wirklich nicht nur ein guter Mensch im spezifischen Sinne des Wortes, sondern er war auch ein Mann von sehr weiten Gesichtspunkten, […] dem die deutschen Universitäten Dinge verdanken, die in gewissem Sinne unsterblich sind […].  Und in personaler Hinsicht kann nicht nachdrücklich betont werden […]: Nepotismus gab es unter ihm nicht […]. Aber […] die Mittel, mit welchen die preußische Unterrichtsverwaltung arbeitete, waren die denkbar rücksichtslosesten. […] Der Einfluß des Althoffschen Systems [„der Menschenbehandlung“] hat [„auf den Nachwuchs“] direkt korrumpierend gewirkt.
- „Ministerialdirektor Dr. Althoff“ in „Die Hilfe“, 13. Jg., Nr. 36, 8. September 1907, herausgegeben von [Althoffs Nachfolger] Friedrich Naumann:

Ob sein fast diktatorisches Regiment über die preußische Gelehrsamkeit mehr Vorteile oder Nachteile gebracht hat, wird erst eine viel spätere Zeit beurteilen können. Heute sehen wir beides vor uns: Eine Vermehrung der staatlichen Leistungen für fast alle Zweige des Wissens, viele und mustergültige Neubauten von Universitätsbestandteilen, neue Professuren, neue Gymnasien und polytechnische Anstalten, zugleich aber eine Abhängigkeit von der Zentralstelle, wie sie früher nicht vorhanden war. Althoff bedeutet die Erweiterung der Staatsallmacht gegenüber der älteren, mehr republikanischen Verfassung der Universitäten. Auch das kann Vorzüge haben, falls der Charakter der Selbstverwaltung in kleinlicher Begünstigung von Schwiegersöhnen und Lieblingsschülern versandet, es hat aber sicher großer Nachteile, wo die alte Freiheit in gutem Sinne gebraucht wurde. Jetzt entscheidet die Zentralstelle viel mehr als früher über die wissenschaftliche Richtung. Althoff hat sein Regiment über die preußischen Professoren mit einer gewissen gütigen Brutalität geführt, die ihm nicht leicht jemand nachmachen wird. Selbst seine Rücksichtslosigkeiten entbehrten nicht des Humors.
- „Althoffs Rücktritt“ in „Die Hilfe“, 13. Jg., Nr. 40, 5. Oktober 1907:

Solange ein Mann wie Althoff an der Spitze steht, lässt sich ein System Althoff ertragen, so wie ja auch der aufgeklärte Absolutismus seine guten Seiten hatte. Gerät aber große Macht in kleine Hände, so wird kleinlicher Mißbrauch der Gewalt die bedauerliche Folgeerscheinung sein.

## Wahlsprüche
- In necessariis unitas, in dubiis libertas, in omnibus caritas.
- Parcere subiectis et debellare superbos.

## Schriften
- Stefan Rebenich, Gisa Franke: Theodor Mommsen und Friedrich Althoff. Briefwechsel 1882–1903. Oldenbourg, München 2012, ISBN 978-3-486-70104-3.